# 東山皋落氏
东山皋落氏，一說為春秋时期赤狄的别种。亦作“皋落氏”、“皋落狄”，或简称“皋”。
东山皋落氏开始分布于成周西北、晋都绛东南，即今山西省昔阳县东南皋落，与晋国紧邻，威胁晋都有“狄之渠帅”之称。骊姬说“以皋落之狄朝夕苛我鄙”。晋国灭耿国、霍国、魏国，将其西部疆域扩展至黄河东岸后，即转向南进。前660年（周惠王十七年、鲁闵公二年、晋献公十七年）冬，遭到晋国太子申生的攻击，兵败于稷桑（一说为今山西闻喜）。为避开晋军的侵袭，遂向东北方向迁徙，故地被晋所占。随后迁壶关，再迁乐平（今山西省垣曲县东南3.5公里皋落乡）。后灭于晋国。